# Resolució 960 del Consell de Seguretat de les Nacions Unides
La Resolució 960 del Consell de Seguretat de les Nacions Unides, aprovada el 21 de novembre de 1994 després de reafirmar la Resolució 782 (1992) i totes les resolucions posteriors sobre Moçambic, el Consell va acollir i va recolzar les eleccions dels dies 27-29 d'octubre de 1994 de conformitat amb els acords de pau de Roma, deixant-li la declaració del Representant Especial de la Secretari general que eren lliures i justes.
El Consell va demanar als partits de Moçambic que acceptessin els resultats, pels quals Joaquim Chissano de FRELIMO va ser elegit president, i que continuessin amb el procés de reconciliació nacional en un sistema democràtic multipartidista i respectant els principis democràtics. Es va instar a tots els estats membres i les organitzacions internacionals per contribuir a la reconstrucció de Moçambic.